# Barkfärgat jordfly
Barkfärgat jordfly Agrotis clavis är en fjärilsart som beskrevs av Johann Siegfried Hufnagel 1766. Barkfärgat jordfly ingår i släktet Agrotis och familjen nattflyn. Inga underarter finns listade i Catalogue of Life.

## Bildgalleri

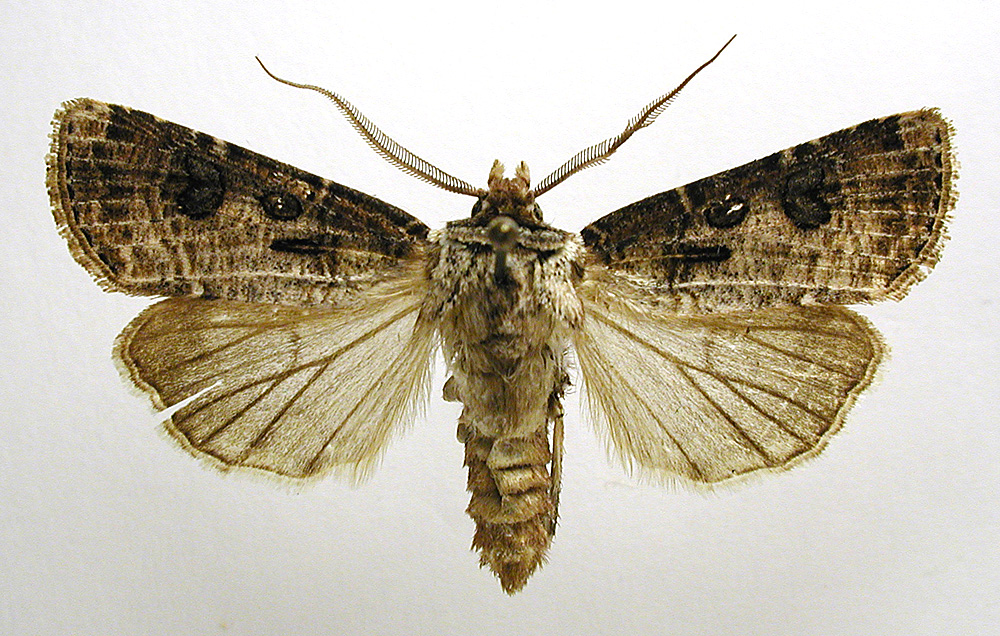
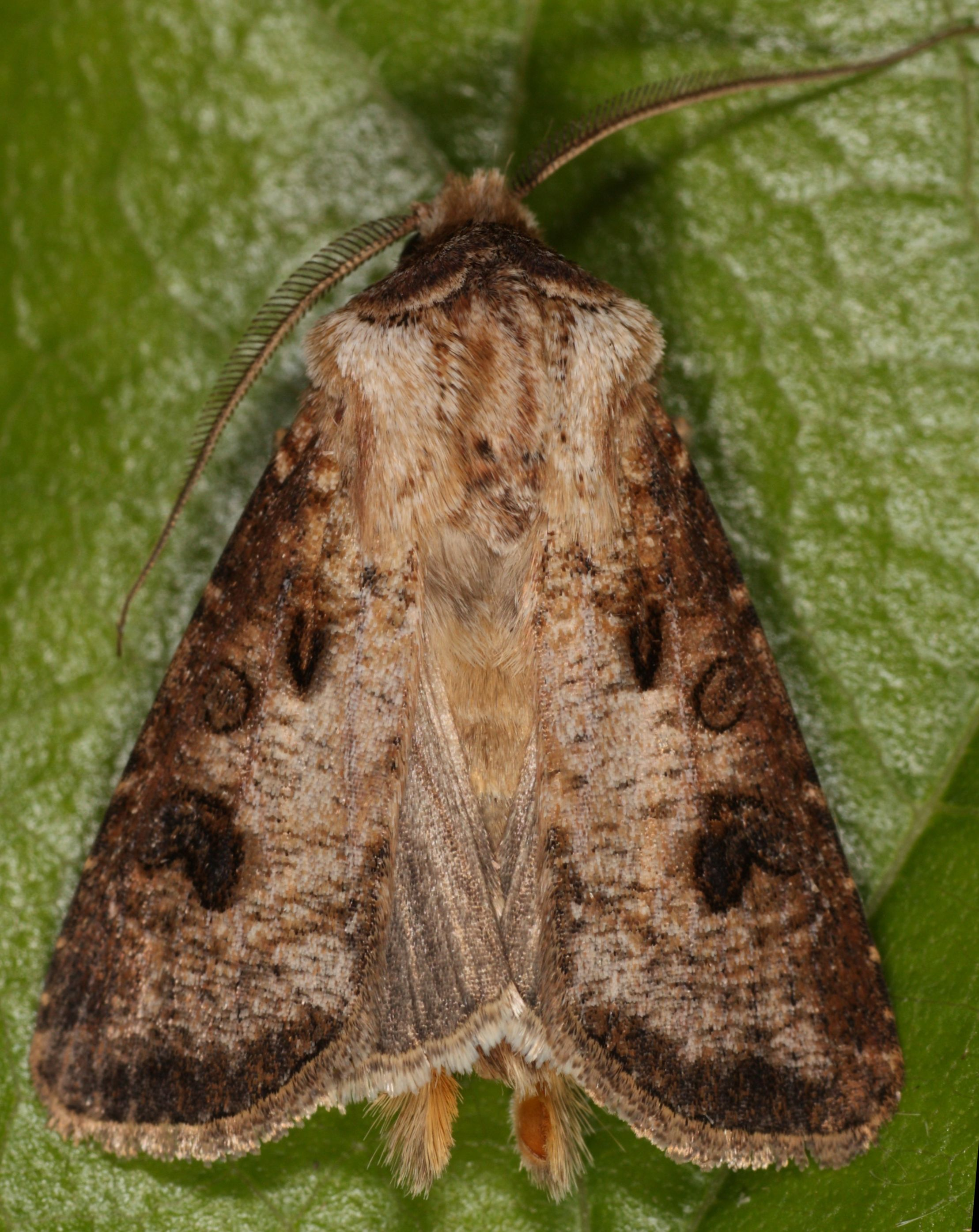
Antennerna och könsorganen visar tydligt en hane
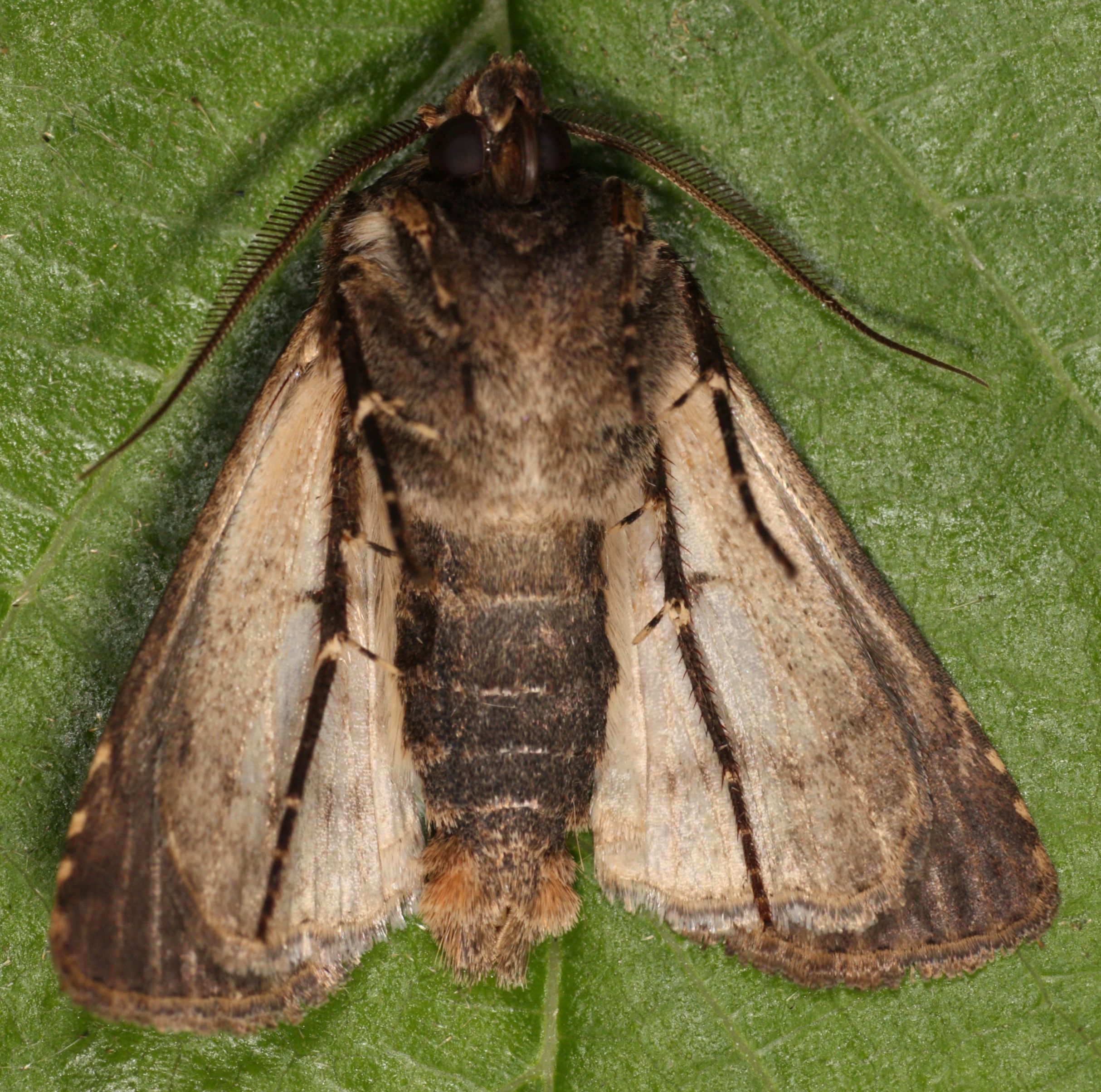
Undersidan
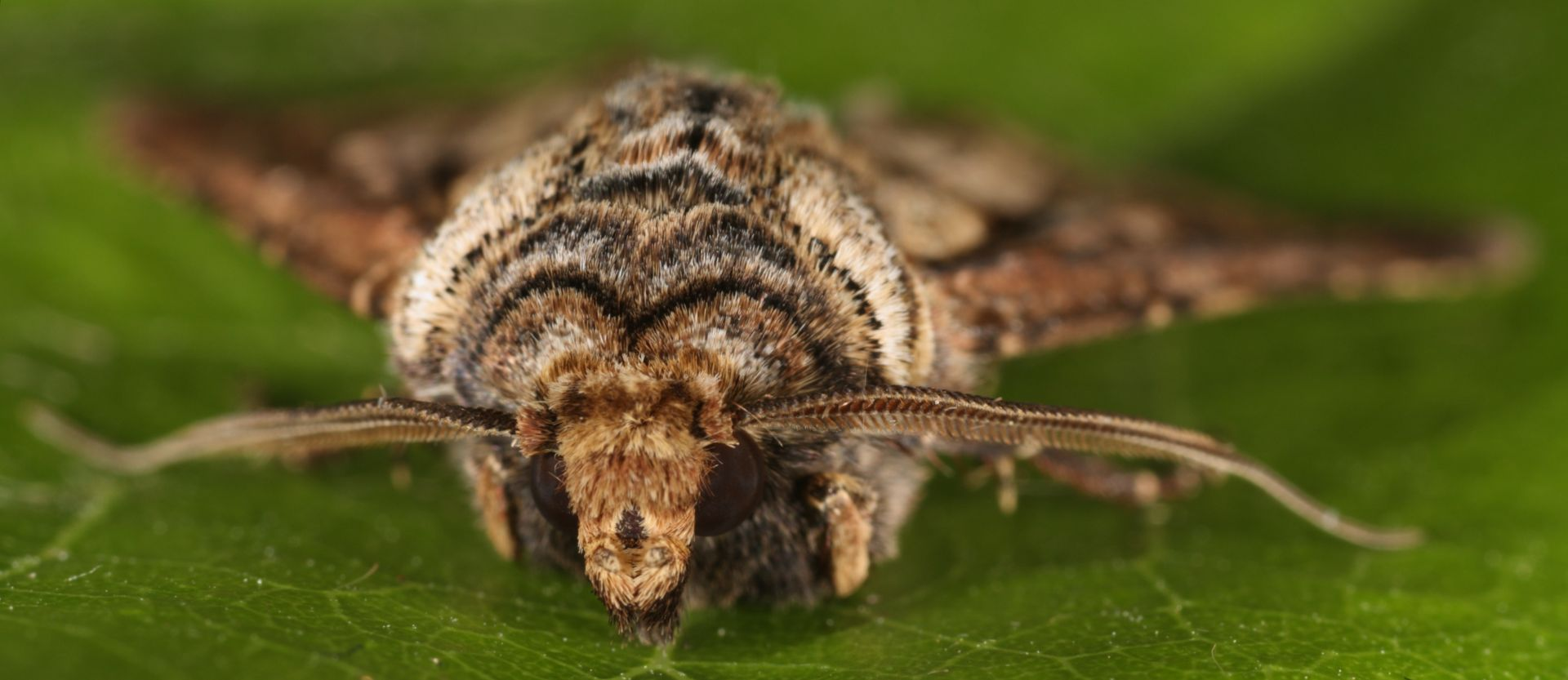
Antennerna är dubbelgrenade (ett "V" i varje led)
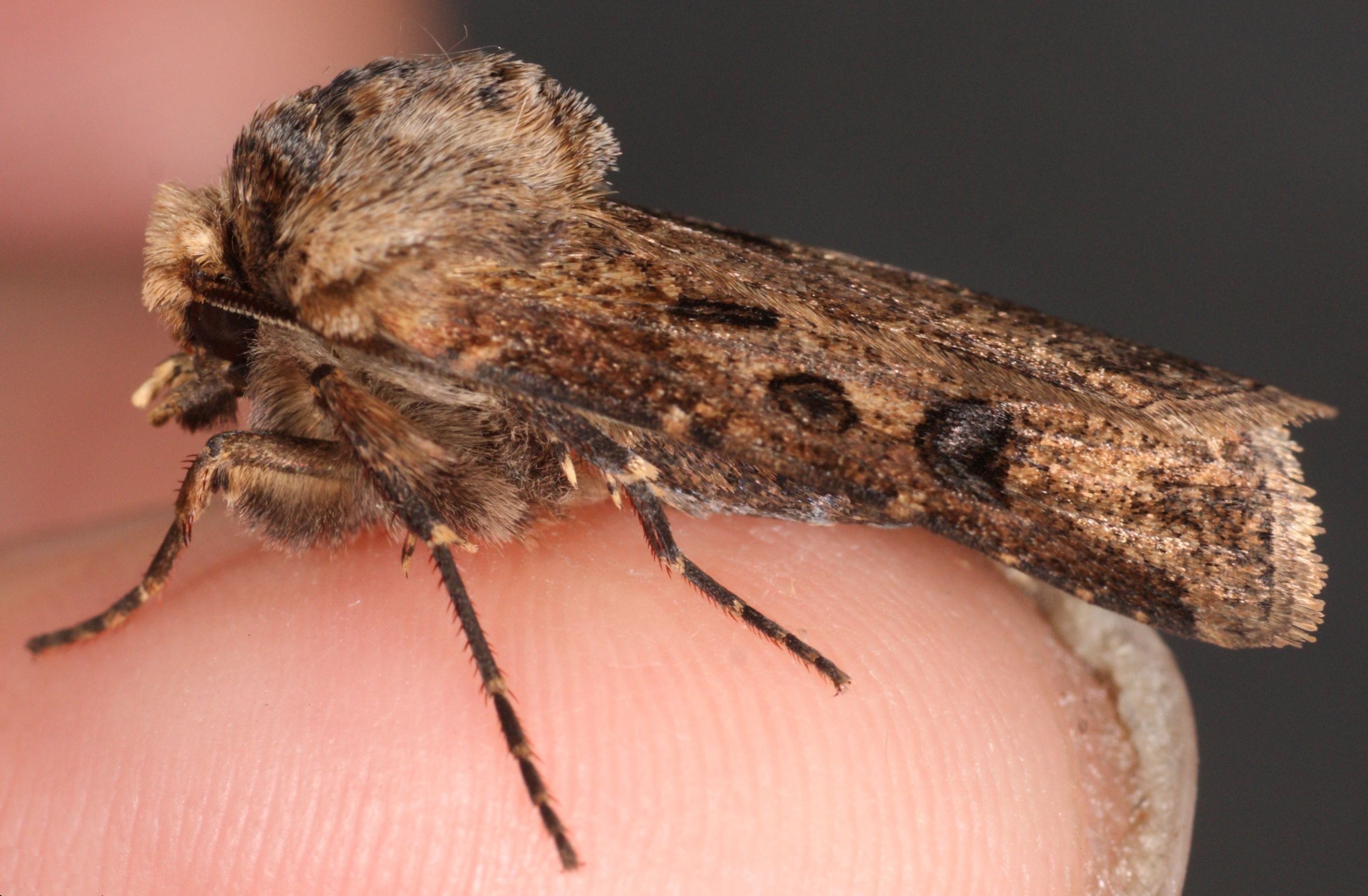